# Plateforme civique (Russie)
Plateforme civique, aussi traduit par civile,, ou citoyenne,, (en russe : Гражданская платформа, Grajdanskaïa platforma, GP), est un parti politique russe créé le 4 juin 2012 par l'oligarque Mikhaïl Prokhorov.

## Histoire

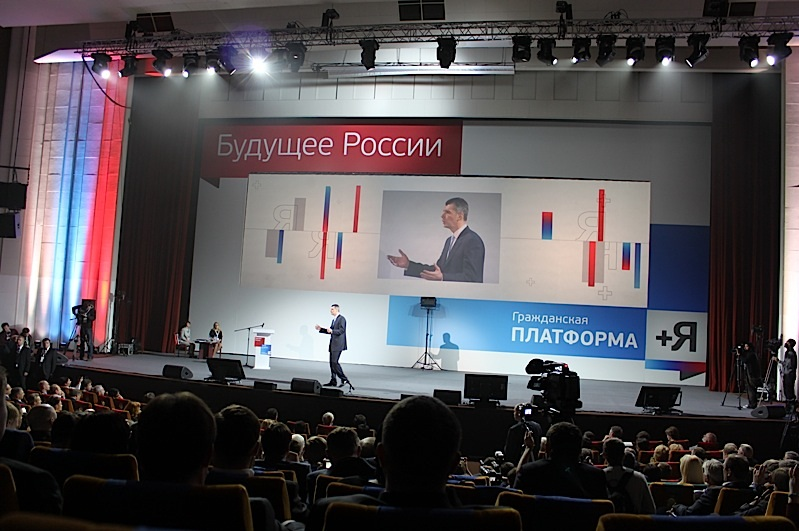
Mikhaïl Prokhorov s'exprimant lors du Congrès du parti, en 2012.

Mikhaïl Prokhorov, l'un des hommes les plus riches de Russie, a commencé son engagement politique en mai 2011 en rejoignant la direction du parti Juste cause. Cependant, en septembre de la même année, il a quitté ce parti, jugeant que Juste cause est une « marionnette du Kremlin ».
En décembre 2011, après les élections législatives, Prokhorov annonce vouloir se présenter contre Vladimir Poutine lors de l'élection présidentielle de 2012, en tant qu'indépendant. Il obtient en mars 2012 le score de 7,98 % des voix et promet de créer un nouveau parti. Sur son site internet, il invite ses partisans à participer à la sélection d'un nom pour le parti en création. En juin 2012, Prokhorov annonce que le nom choisi est « Plateforme civique ».
En février 2015, certains membres du parti prennent part aux manifestations « anti-Maidan » (pro-Poutine) à Moscou. En conséquence, Prokhorov quitte le parti[réf. nécessaire].
Le 11 décembre 2017, le dirigeant du parti Rifat Chaïkhoutdinov déclare que la Plateforme civique soutient Vladimir Poutine dans le cadre de l'élection présidentielle de 2018.

## Résultats électoraux

### Élections présidentielles
| Année | Candidat                  | 1er tour                  | 1er tour                  | 2d tour                   | 2d tour                   |
| Année | Candidat                  | Voix                      | %                         | Voix                      | %                         |
| ----- | ------------------------- | ------------------------- | ------------------------- | ------------------------- | ------------------------- |
| 2018  | Soutient Vladimir Poutine | Soutient Vladimir Poutine | Soutient Vladimir Poutine | Soutient Vladimir Poutine | Soutient Vladimir Poutine |

### Élections législatives
| Année | Voix    | %    | Sièges  | Notes |
| ----- | ------- | ---- | ------- | ----- |
| 2016  | 115 433 | 0,22 | 1 / 450 |       |